# La Mésaventure du capitaine Clavaroche

La Mésaventure du capitaine Clavaroche est un film français réalisé par André Calmettes, sorti en 1910.

## Fiche technique
- Réalisation : André Calmettes
- Scénario : d'après la pièce Le Chandelier d'Alfred de Musset
- Production : Pathé Frères[1]
- Pays de production :  France
- Durée : 260 m
- Dates de sortie :
  - Bordeaux, Théâtre Français : 29 avril 1910[1]
  - Saint-Étienne : 20 mai 1910[2].

## Distribution
- André Calmettes : Le capitaine Clavaroche
- Jacques Guilhène : Fortunio
- Nelly Cormon : Jacqueline Clavaroche